# Sergei Kopylov
Sergey Vladimirovich Kopylov (em russo:  Сергей Владимирович Копылов; nascido em 29 de julho de 1960) é um ex-ciclista soviético.
Nos Jogos Olímpicos de Moscou 1980, Kopylov competiu na prova de velocidade e conquistou a medalha de bronze para a equipe soviética.